# Betty Ong

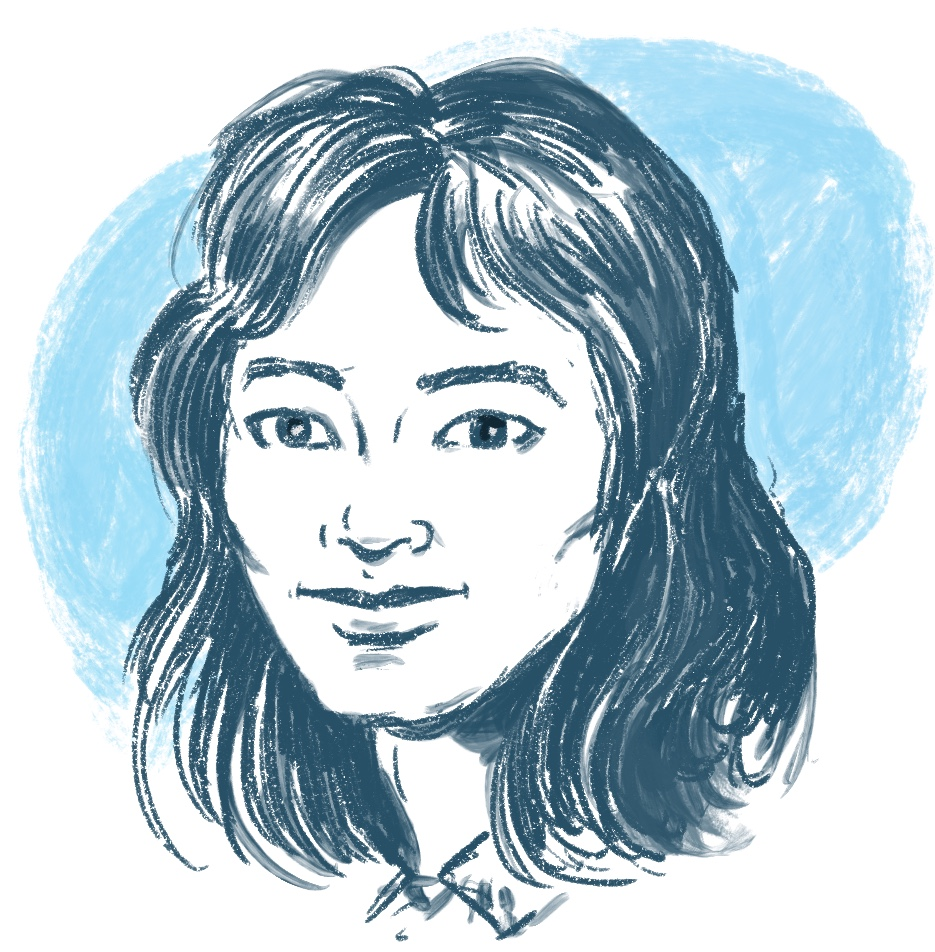
Betty Ann Ong

Betty Ann Ong, född 5 februari 1956, död 11 september 2001, var en amerikansk flygvärdinna på American Airlines Flight 11. Flight 11 var det första planet i terrorattackerna den 11 september 2001 som kapades och flögs in i World Trade Centers norra torn klockan 8:46 på morgonen New York-tid. 
Ong, som började sin karriär som flygvärdinna år 1987, både föddes och växte upp i Chinatown, San Francisco. Vid tidpunkten för dödsfallet bodde hon i Andover, Massachusetts. Den 11 september tilldelades Ong själv Flight 11 då hon hade för avsikt att återvända till Kalifornien och därefter åka på semester till Hawaii med sin syster. Planet lyfte från Bostons flygplats men sedan i luftrummet kapades det av några medlemmar i terroristgruppen al-Qaida. När Ong sedan tog kontakt med flygtornet tog de inte det direkt på allvar, trots att hon hade kontakt med flygtornet i 25 minuter, men till slut lyckades hon återutlägga viktig information som så småningom ledde till stängning av luftrummet FAA för första gången i USA:s historia. Hon omkom i haveriet tillsammans med de övriga nästan 100 passagerarna och besättningspersonal ombord.
Den 21 september 2001 samlades cirka 200 medlemmar från Kinesamerikanska gemenskapen i San Francisco i en liten park för att hylla Ong. Borgmästaren i staden, Willie Brown, som var närvarande gav en proklamation att hedra de människor som omkom i tragedin och kallades "21 september: Betty Ong-dagen". Ong är också ihågkommen på Gold Mountain, en väggmålning tillägnad kinesiska bidrag till amerikansk historia om Romoloplatsen i North Beach, en gata där hon brukade leka och åka skateboard som barn, och en stiftelse med namnet i sin ära 2011. Rekreationscentret i Chinatown döptes till hennes ära.